# The Adventure of Sherlock Holmes' Smarter Brother
The Adventure of Sherlock Holmes' Smarter Brother (br: O Irmão Mais Esperto de Sherlock Holmes / pt: As Aventuras do Irmão Mais Esperto de Sherlock Holmes) é um filme de comédia inglês/americano feito em 1975, escrito, dirigido (estréia) e protagonizado por Gene Wilder.

## Elenco
- Gene Wilder...Sigerson Holmes
- Madeline Kahn...Jenny Hill (usando no início o nome de Bessie Bellwood)
- Marty Feldman...Sgt. Orville Stanley Sacker
- Dom DeLuise...Eduardo Gambetti
- Leo McKern...Professor Moriarty
- Roy Kinnear...Assistente de Moriarty
- Douglas Wilmer...Sherlock Holmes
- Thorley Walters...Dr. Watson
- Mel Brooks...voz do domador de leões (não creditado)

## Sinopse
Sirgerson Holmes é o irmão mais novo e esperto de Sherlock "Sheer-Luck" Holmes e que também trabalha como detetive. Invejoso da fama de seu irmão, ele forma uma equipe com o investigador da Scotland Yard Orville (que possui memória fotográfica auditiva, ou seja, se lembra e é capaz de repetir tudo que ouve) e a cantora, atriz e mentirosa compulsiva Jenny para resolver um caso de Sherlock. Mas não sabe que o irmão o colocou como "isca" para superar o malvado Professor Moriarty e o chantagista Eduardo Gambetti.[carece de fontes?]